# (7464) Vipera
(7464) Vipera (1987 VB1) – planetoida z grupy pasa głównego asteroid okrążająca Słońce w ciągu 4,12 lat w średniej odległości 2,57 j.a. Odkryta 15 listopada 1987 roku.